# Hôtel de Grégoire
L'Hôtel de Grégoire est un hôtel particulier situé au n° 55 de la rue Émeric David, à Aix-en-Provence, Provence-Alpes-Côte d'Azur, France.

## Construction et historique
Le bâtiment fut construit au XVIIIe siècle pour la famille Grégoire. Gaspard Grégoire (1714-1795), son premier propriétaire, est l'auteur de Explication des cérémonies de la Fête-Dieu.
Ce dernier eut trois enfants, tous artistes : Louis Denis, secrétaire de la Musique de l'Empereur puis Maître de Chapelle sous Louis XVIII ; Gaspard, inventeur d'un procédé pour exécuter en velours des portraits et tableaux (en 1751) ; et Paul Pierre, peintre.

## Architecture
La porte d'entrée est inhabituellement excentrée du centre du bâtiment ; elle est flanquée de deux pilastres à chapiteaux ioniques enrichis de guirlandes et coquilles sculptées et surmontée d'un mascaron à tête de guerrier.
On observe une imposte en fer forgé avec un monogramme central.
L'hôtel fut classé sur la liste des monuments historiques par arrêté en 1929.